# ウィリアム・グレイヴス・シャープ
ウィリアム・グレイヴス・シャープ（英語: William Graves Sharp, 1859年3月14日 - 1922年11月17日）は、アメリカ合衆国の弁護士、政治家、外交官。

## 経歴
オハイオ州マウントギリアドに生まれる。1881年にミシガン大学を卒業して法学の学位を得ると、イリリアで弁護士を開業する。また、炭や銑鉄及び化学物質の製造にも従事した。1885年から1888年まで、ロレイン郡の検事を務めた。
1892年には民主党の大統領選挙人となり、1900年には民主党の下院議員候補となり、第61議会から63議会（1909年 - 1915年）までの下院議員を務めたが、1914年にウィルソン大統領からフランス大使への就任を要請され、下院議員を辞職した。